# Tennvaxskivling
Tennvaxskivling (Hygrocybe canescens) är en svampart som först beskrevs av A.H. Sm. & Hesler, och fick sitt nu gällande namn av Peter D. Orton 1987. Tennvaxskivling ingår i släktet Hygrocybe och familjen Hygrophoraceae.  Arten är reproducerande i Sverige. Inga underarter finns listade i Catalogue of Life.